# Азад Кашмір

Мапа Азад Кашмір

Азад Джамму і Кашмір  або Азад Кашмір (урду آزاد جموں و کشمیر, трансліт. āzād jammū̃ o kaśmīr, букв. 'Вільний Джамму і Кашмір') — найпівденніша адміністративна одиниця в межах керованої Пакистаном частини колишнього князівства Джамму та Кашмір. Визнається Пакистаном як незалежна держава, але фактично є частиною Пакистану.
Межує з індійським штатом Джамму та Кашмір на сході, Північно-Західною прикордонною провінцією на заході, Північною провінцією Пакистану на півночі і Пенджабом на півдні.
Адміністративний центр — Музаффарабад.
Азад Кашмір займає територію 13 297 км² і має населення близько 4,5 млн осіб (2008).

## Райони
| Приналежність | Район        | Територія (км²) | Населення (1998) | Адміністративні центри |
| ------------- | ------------ | --------------- | ---------------- | ---------------------- |
| Мірпур        | Bhimber      | 1,516           | 301,633          | Бхімбер                |
|               | Kotli        | 1,862           | 563,094          | Kotli                  |
|               | Mirpur       | 1,010           | 333,482          | Mirpur                 |
| Музаффарабад  | Muzaffarabad | 2,496           | 638,973          | Музаффарабад           |
|               | Neelum       | 3,621           | 106,778          | Athmuqam               |
| Пунч          | Poonch       | 855             | 411,035          | Равалакот              |
|               | Bagh         | 1,368           | 393,415          | Bagh                   |
|               | Sudhnati     | 569             | 334,091          | Pallandari             |
| Азад Кашмір   | 8 округів    | 13,297          | 2,972,501        | Музаффарабад           |